# Marek Wojciechowski (muzyk)
Marek Wojciechowski, ps. Ramas (ur. w 1975), wokalista, gitarzysta, kompozytor, tekściarz, dodatkowe instrumenty (gitara basowa, fortepian instrumenty perkusyjne).
W latach 90. był gitarzystą i kompozytorem nieistniejącego już zespołu Capito..l, po którego rozpadzie założył do dziś działającą na rynku rockowym formację Head Hunters. Śpiewał przez pewien okres w zespole Pivo. Był wokalistą, gitarzystą zespołu Candida, jak i kompozytorem większości utworów (płyta zoom). Jest założycielem i kompozytorem utworów takich formacji jak Head Hunters, Port, Bag-net, The Thing. Nagrywa też solo muzykę akustyczną, psychodeliczną, ilustracyjną. Jest też twórcą okładek, plakatów zespołów, wymyślił również loga Head Hunters, Port, Bag-net, The Thing, Head Hunters band and Myron Known As Him.

## Dyskografia
- 1995/96: Capito..l – Capito..l (kompozytor, gitarzysta, drugi wokalista)
- 1996: Head Hunters – What’s up (kompozytor, autor tekstów, gitarzysta, wokalista)
- 1997: Head Hunters – Nails (kompozytor, autor tekstów, gitarzysta, wokalista)
- 1997: Head Hunters – My green eyes (kompozytor, autor tekstów, gitarzysta, wokalista)
- 1998: Head Hunters – Noc Zapala Światła (kompozytor, autor tekstów, gitarzysta, wokalista)
- 1998: Port – Port (minialbum) (kompozytor, gitarzysta, drugi wokalista, keyboard)
- 1998: Head Hunters – Poeta (kompozytor, autor tekstów, gitarzysta, wokalista)
- 2000: Head Hunters – Coda (kompozytor, autor tekstów, gitarzysta, wokalista)
- 2002: Head Hunters – Cień (kompozytor, autor tekstów, gitarzysta, wokalista)
- 2004: Head Hunters – Kanniba ne Masta (kompozytor, autor tekstów, gitarzysta, wokalista)
- 2005: Candida – meta (tekściarz, wszystkie linie głosowe)
- 2007: Candida – zoom (kompozytor, autor tekstów, gitarzysta, wokalista)
- 2008: ZOOM – kompilacja Regionalnej Rockowej Sceny Muzycznej (dwa utwory)
- 2008: Bag-net – bag-net (kompozytor, gitarzysta)
- 2007, 2009: Ramas – good fish (kompozytor, aranżer, wszystkie instrumenty i mix)
- 2013: Head Hunters band – Koniec jest Początkiem